# Ugurgieri
Gli Ugurgieri, o Ugurgieri della Berardenga, sono un'antica famiglia di Siena, le cui origini vengono fatte risalire alla grande consorteria feudale dei Berardenghi di origine salica.

## Storia

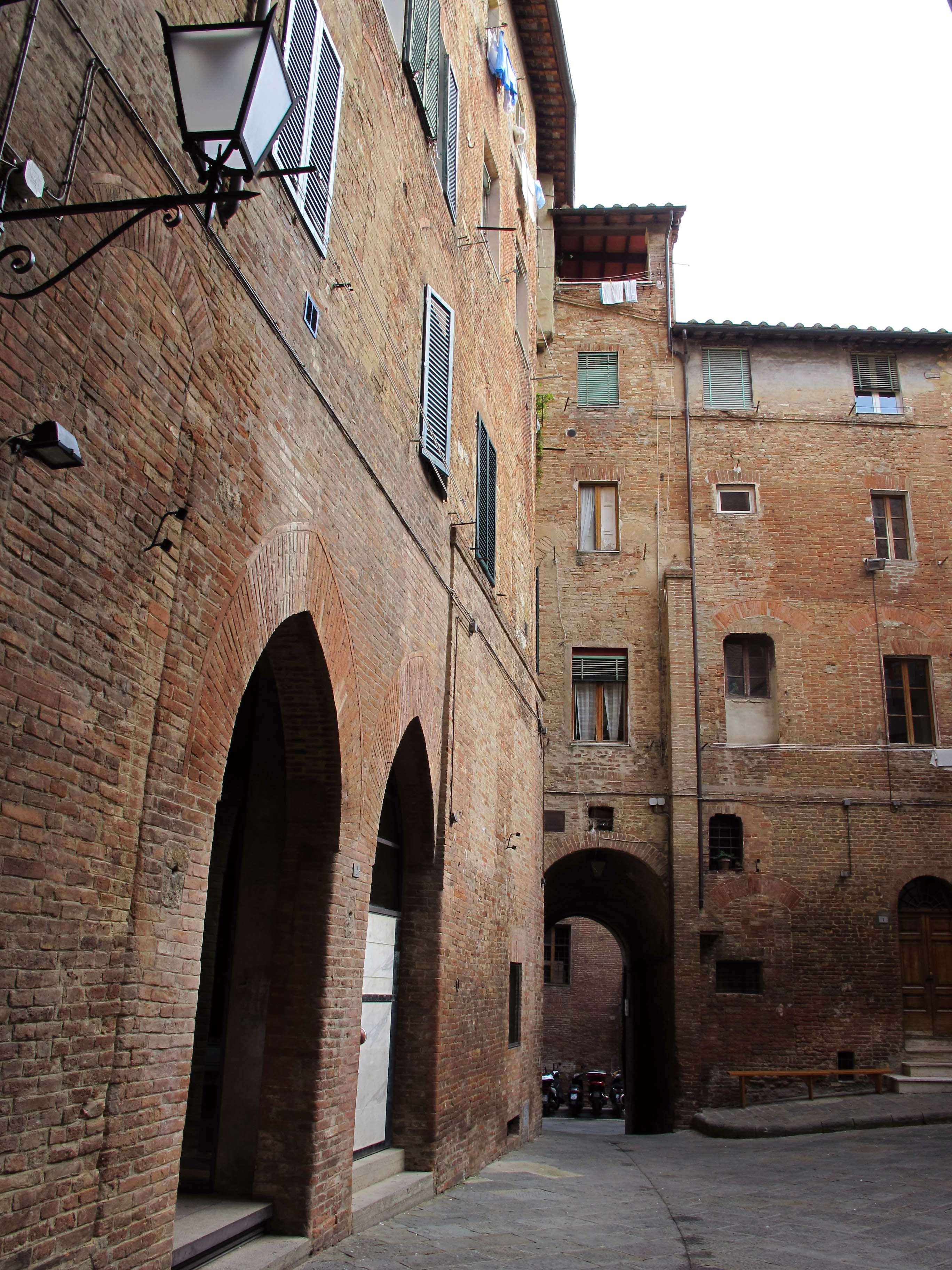
Il Castellare degli Ugurgieri a Siena, sede della Contrada della Civetta

Le origini degli Ugurgieri vengono fatte risalire alla grande consorteria altomedievale dei signori della Berardenga, discendenti di Winigisio I di Raghinerio, di origine salica, che fu conte di Siena e Roselle nella seconda metà del IX secolo,. Winigisio  fondò nell'867 l'abbazia della Berardenga, oggi in località Badia Monastero nel comune di Castelnuovo Berardenga, e fu  nipote di Winigisio (o Guinigisio) che scese in Italia con Carlo Magno e fu nominato duca di Spoleto nel 799.

### Personaggi illustri
- Ciampolo di Meo degli Ugurgieri, letterato vissuto nel XIII secolo.